# Елсі Інгліс
Елсі Мод Інгліс (англ. Elsie Maud Inglis;  16 серпня 1864, Найнітал —  26 листопада 1917, Ньюкасл-апон-Тайн) — шотландська лікарка, хірург-першопроходець, педагог, суфражистка, а також засновниця Шотландських жіночих лікарень (англ. Scottish Women's Hospitals — SWH) і перша жінка, яка очолила Сербський орден Білого орла

## Біографія

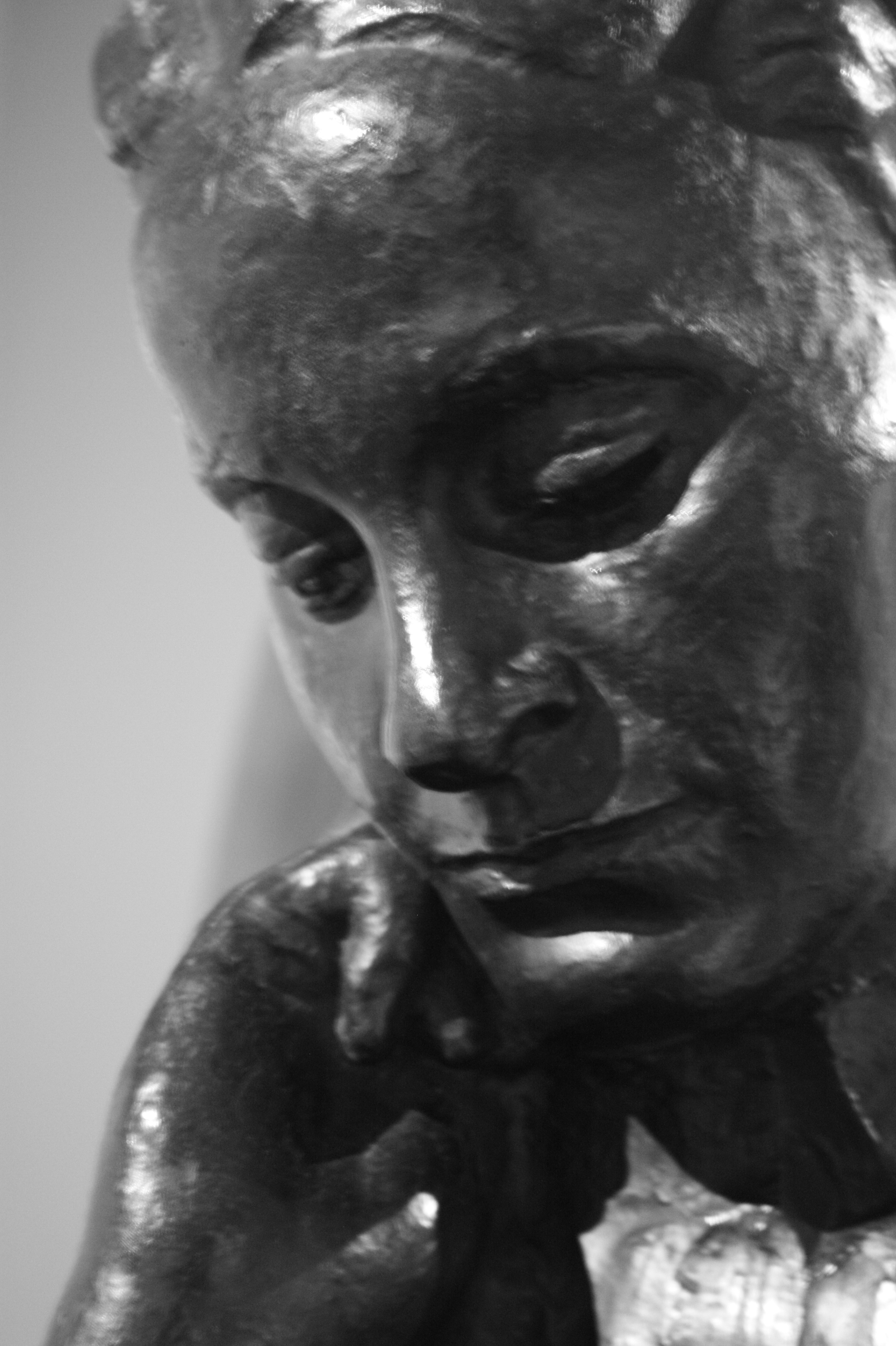
Бронзовий бюст Елсі Інгліс роботи Івана Мештровича, 1918

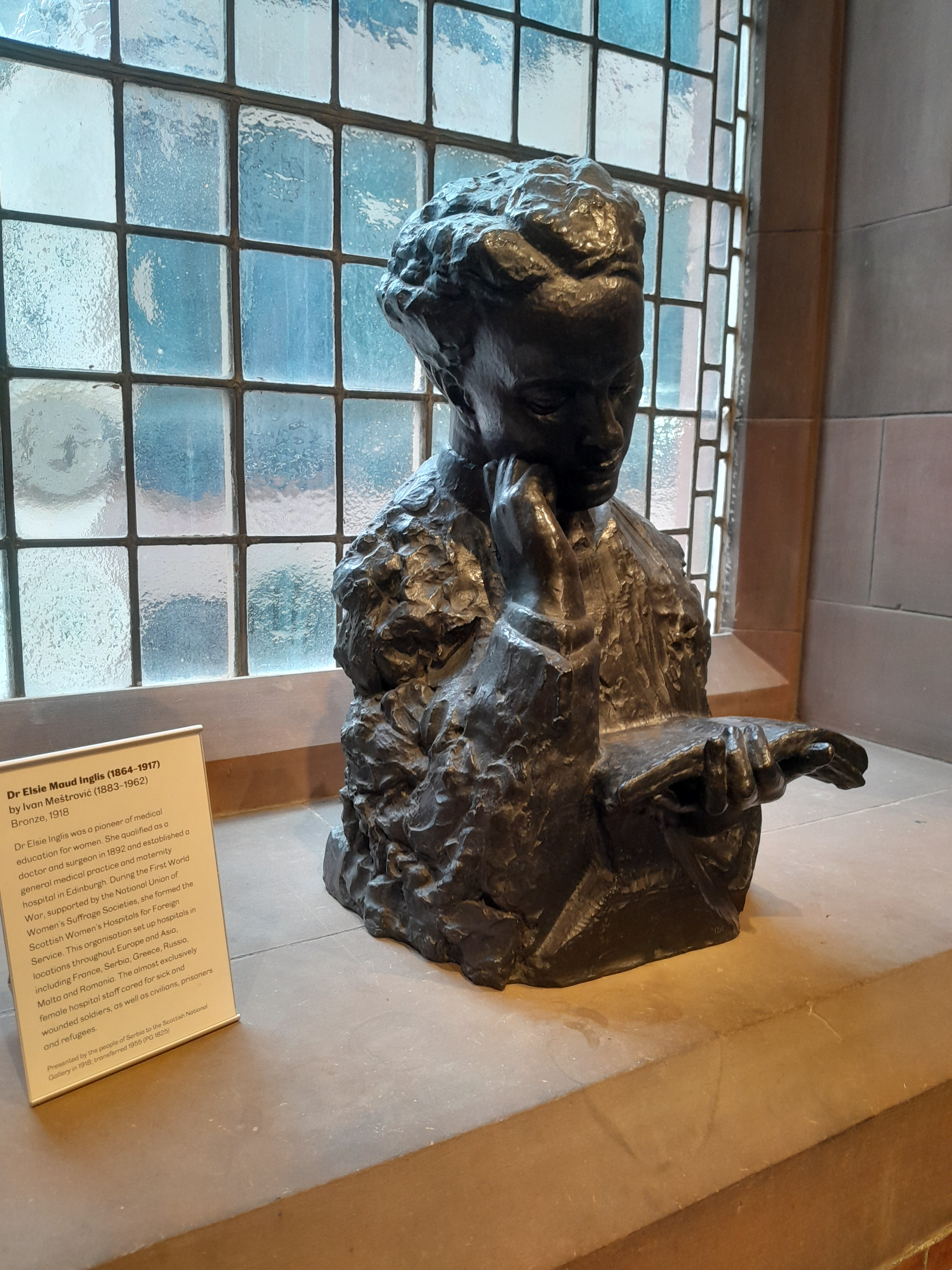

Елсі (Еліза) Мод Інгліс народилася 16 серпня 1864 року в містечку Найнітал, Індія. У Інгліса було вісім братів і сестер, друга дочка і третя молодша. Її батьками були Гаррієт Лоус Томпсон і Джон Форбс Девід Інгліс (1820—1894), магістрат, який працював в Індійській цивільній службі (англ. Indian civil service) головним комісаром Ауда через Британську Ост-Індську компанію, як і її дід по материнській лінії. Інглісу пощастило мати освічених батьків того часу, які вважали, що освіта дочки так само важлива, як і освіта сина, і, що незвично, вони також навчалися в Індії. У Елсі та її сестри Єви було 40 ляльок, яких вона використовувала для лікування «плям» (кору), які вона намалювала.
Батько Інгліса був релігійний і використовував своє становище в Індії для «заохочення економічного розвитку корінних народів, виступав проти дітовбивства і заохочував жіночу освіту». Дідом Інгліса по материнській лінії був Генрі Сімсон з Гаріоха в Абердинширі. Вона була двоюрідною сестрою відомого гінеколога сера Генрі Сімсона, а також студентки Грейс Каделл.
Батько Інгліс пішов у відставку (у віці 56 років) з Ост-Індської компанії, щоб повернутися в Единбург через Тасманію, де оселилися її старші брати і сестри. Інгліс продовжила приватну освіту в Единбурзі (де вона призвела до успішної вимоги школярок використовувати приватні сади на площі Шарлотти) і закінчила школу в Парижі. Рішення Інгліс вивчати медицину було відкладено через догляд за матір'ю під час її останньої хвороби (скарлатина) і її смерті в 1885 році, коли вона вирішила залишитися в Единбурзі зі своїм батьком[джерело?].
У 1887 році Единбурзька школа медицини для жінок (англ. Edinburgh School of Medicine for Women) була відкрита доктором Софією Джекс-Блейк. Інгліс почала там навчання. У відповідь на безкомпромісні вчинки Джекси-Блейк, і після того, як два однокурсники Грейс і Джорджина Каделл були виключені, Інгліс і її батько заснували Единбурзький жіночий медичний коледж (англ. Edinburgh College of Medicine for Women), під егідою Шотландської асоціації медичної освіти жінок, в число спонсорів якої входив сер Вільям Мьюїр, друг її батька з Індії, в даний час директор Единбурзького університету. Спонсори Інгліс також організували клінічну підготовку для студенток під керівництвом сера Вільяма Макевена в Королівській лікарні Глазго (англ. Glasgow Royal Infirmary — GRI).
У 1892 році вона отримала Потрійну кваліфікацію (англ. Triple Qualification — TQ), ставши ліцензіатом Королівського коледжу лікарів Единбурга (англ. Royal College of Physicians of Edinburgh — RCPE), Королівського коледжу хірургів Единбурга (англ. Royal College of Surgeons of Edinburgh — RCSEd) та Факультету лікарів і хірургів Глазго (англ. Royal College of Physicians and Surgeons of Glasgow — RCPSG). Вона була вражена рівнем догляду та відсутністю спеціалізації на потребах жінок-пацієнтів і змогла отримати посаду в Новій жіночій лікарні у Елізабет Гарретт Андерсон в Лондоні, а потім у Ротонді в Дубліні, провідній пологовій лікарні. Інгліс отримала диплом магістра медицини в 1899 році в Единбурзькому університеті після відкриття медичних курсів для жінок. Її повернення до Единбурга, щоб почати цей курс, співпало з доглядом за батьком під час його останньої хвороби, перш ніж він помер 4 березня 1894 року у віці 73 років. Інгліс в той час зазначала, що «він не вірив, що смерть — це місце зупинки, але що людина буде продовжувати рости і вчитися всю вічність».
Інгліс пізніше зізналася, що «ким би я не була, що б я не зробила — я зобов'язана всім своєму батьку».